# Neptunovi pravilni sateliti
Unutar Tritonove putanje nalazi se u orbiti oko Neptuna 6 malih satelita: Protej, Najada (Naiad), Talasa (Thalassa), Despina, Galateja (Galatea) i Larisa (Larissa).

## Povijest otkrića
Prvi otkriveni satelit iz ove grupe je Larisa, koju su 24. svibnja 1981. otkrili Harold J. Reitsema, William B. Hubbard, Larry A. Lebofsky i David J. Tholen, i to sasvim slučajno, na osnovu okultacija (pomračivanja) nekih zvijezda., no satelit nakon toga nije pronađen sve do dolaska letjelice Voyager 2.
Zajedno s potrvdom otkrića Larise, Voyager 2 je, prilikom preleta pokraj Neptuna krajem kolovoza 1989., otkrio i preostalih 5 danas poznatih unutarnjih satelita. 

## Osnovno o satelitima
Podataka o ovih 6 satelita ima vrlo malo. Redom od Neptuna prema vani nalaze se Najada (na udaljenosti od 48 200 km od središta Neptuna), Talasa (50 000 km), Despina (52 600 km), Galateja (62 000 km), Larisa (73 600 km) i Protej (117 600 km).
Svih 6 satelita su nepravilnog oblika. Najveći od ovih 6 satelita je Proteus (prosječni promjer: 416 km), a zatim slijede Larisa (192 km), Galateja (158 km), Despina (148 km), Talasa (80 km) i najmanja Najada (58 km).